# LGBT práva v Libérii

Duhová mapa Libérie

Lesby, gayové, bisexuálové a translidé (LGBT) se v Libérii setkávají s právními komplikacemi neznámými pro většinovou populaci. Mužská i ženská stejnopohlavní sexuální aktivita je v Libérii nezákonná.

## Zákony týkající se stejnopohlavní sexuální aktivity
Podkapitola D (sexuální trestné činy) kapitoly 14 liberijského trestního zákoníku kriminalizuje dobrovolnou sodomii podle:
Sekce 14.74. Dobrovolná sodomie.Kdo se angažuje v deviantních sexuálních praktikách za okolností neurčených sekcemi 14.72 (nedobrovolná sodomie) a 14.73 (svedení k nedobrovolné sodomii), se tímto dopouští zločinu prvního stupně.
Sekce 14.79. Definice týkající se sekcí o sexuálních trestných činech proti člověku. V této subkapitole se:
(a) "sexuálním stykem" míní zpravidla vzájemná penetrace; nikoli ejakulace;
(b) "deviantním sexuálním stykem" míní jakýkoli sexuální kontakt mezi osobami, které nejsou v manželském svazku, čili žijí jako manžel a manželka, ale nejsou sezdáni, kontakt penisu s konečníkem a kontakt úst s penisem nebo vagínou;
(c) "sexuální kontaktem" míní jakýkoli dotek na sexuálních a jiných intimních partiích druhé osoby za účelem dosažení sexuálního uspokojení.
Kapitola 50 liberijského trestního zákoníku specifikuje tresty za porušení výše uvedené legislativy:
Sekce 50.7. Trest odnětí svobody. Osoba obviněná a usvědčená z výše uvedeného trestného činu, bude potrestána odnětím svobody v následujících délkách trvání:
(a) Při prvním spáchání trestného činu se délka trvání odnětí svobody nechává na zvážení příslušného soudu, přičemž nesmí přesáhnout 1 rok......
Sekce 50.9. Peněžitý trest; reparace. 1. Jednotlivci. Není-li v zákoně výslovně uvedeno jinak, vyjma případů jmenovaných v paragrafu 3, lze osobu obviněnou a usvědčenou z jakéhokoli trestného činu potrestat peněžitým trestem, který nepřesáhne:
*    *    *    *
(c) Při prvním spáchaném trestném činu 1000 liberijských dolarů (11,61 USD) nebo dvojnásobku pravidelného příjmu pachatele;
Sekce 50.10. Ukládání peněžitých trestů. 1. Solventnost. Při určování částky a způsobu úhrady může soud vzít v úvahu finanční poměry pachatele a přistoupit ke splátkovému kalendáři, je-li to proveditelné. ...
2. Peněžitý trest jako samotný. Soud může pachatele odsoudit pouze k peněžitému trestu, shledá-li že vzhledem k povaze a okolnostem trestného činu bude postačující k napravení pachatele a ochraně veřejného zájmu.
3 Platí pouze pro peněžitý trest. Soud by neměl odsoudit pachatele pouze k peněžitému trestu a ne k odnětí svobody, pokud:
(a) Pachatel získal z trestného činu zisk; nebo
(b) Soud dospěje k závěru, že je peněžitý trest speciálně přizpůsobený k odvracení trestného činu.

## Souhrnný přehled
| Legální stejnopohlavní styk                                                             | (Trest: Až 1 rok vězení) |
| Stejný věk legální způsobilosti k pohlavnímu styku pro obě orientace                    | No                       |
| Anti-diskriminační zákony v zaměstnání                                                  | No                       |
| Anti-diskriminační zákony v přístupu ke zboží a službám                                 | No                       |
| Anti-diskriminační zákony v ostatních oblastech (homofobní urážky, zločiny z nenávisti) | No                       |
| Stejnopohlavní manželství                                                               | No                       |
| Jiná forma stejnopohlavního soužití                                                     | No                       |
| Adopce dítěte partnera                                                                  | No                       |
| Společná adopce dětí stejnopohlavními páry                                              | No                       |
| Gayové a lesby smějí otevřeně sloužit v armádě                                          |                          |
| Možnost změny pohlaví                                                                   | No                       |
| Přístup k umělému oplodnění pro lesbické ženy                                           | No                       |
| Náhradní mateřství pro gay páry                                                         | No                       |
| MSM smějí darovat krev                                                                  | No                       |